# Amis
Amis (stgr. ἀμίς) – rodzaj starożytnego greckiego naczynia ceramicznego, nocnik.
Na szeregu greckich wazach z V w. p.n.e. ukazane zostały małe dzieci na nocnikach. Jeden kompletny taki nocnik i kilka fragmentarycznych, datowanych na VII w. p.n.e., zostało znalezionych podczas wykopalisk na  ateńskiej agorze.
Naczynie składa się z górnej części w kształcie bębna opartego na dolnej kielichowej podstawie. Wierzch górnego bębna ma duży wylew o gładkiej krawędzi. W ścianie bębna znajduje się duży otwór, przez który wystawały nogi siedzącego w środku dziecka. Podstawa ma otwór na wierzchniej stronie, na którym sadzano dziecko.
Pierwsze nocniki trafiły do Aten z Sybaris.